# Circus Barum

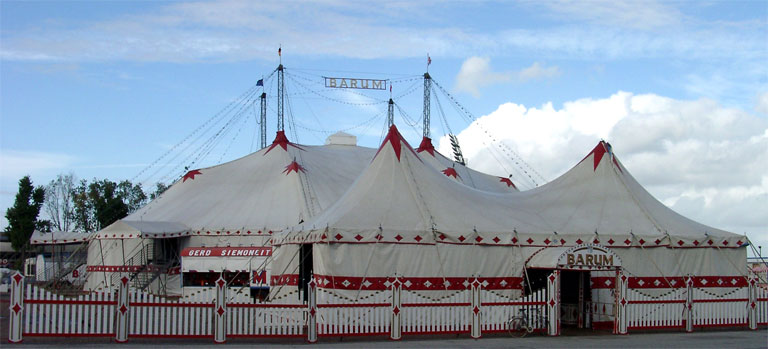
Circus Barum auf dem Hamburger Heiligengeistfeld

Der Circus Barum (ab 1970 Circus Safari, ab 1971 Circus Barum-Safari, ab 1972 Circus Siemoneit-Barum) war ein deutscher Zirkus und einer der größten Reisezirkusse in Deutschland.

## Geschichte
Der gelernte Tierpfleger Carl Froese (1853 bis 1907) gelangte 1875 erstmals als Tierfänger nach Afrika und brachte 1878 Tiere (in erster Linie Raubkatzen) nach Europa. Im selben Jahr gründete der Ostpreuße Froese in Königsberg Barum’s amerikanische Karawanen-Menagerie (der Name war eine Imitation des Namens von P. T. Barnum). Nach seinem Tod im Jahr 1907 übernahm Tochter Helene Kreiser (1881 bis 1964) zusammen mit ihrem Mann, dem Tierlehrer Arthur Kreiser (? bis 1953), die Leitung. 1913 kam es zur Leipziger Löwenjagd, bei der während eines Gastspiels in Leipzig sechs ausgebrochene Zirkuslöwen getötet wurden. Um 1918 bestand der Zirkus aus 5 Zeltanlagen, von denen das Zuschauerzelt 40 Meter Durchmesser hatte und 4500 Personen fasste. Gereist wurde mit einem Sonderzug von mehr als 40 Transport-, Menagerie-, Büro-, Kassen- und Salon-Wagen sowie mit mehr als 200 Mitarbeitern.
Ab 1935 führte Margarete Kreiser-Barum (1902 bis 1970), Tochter von Helene und Arthur Kreiser, das Familienunternehmen weiter. Sie brachte den Zirkus erfolgreich durch die Jahre des Zweiten Weltkriegs, bis das Unternehmen 1944 bei einem Bombenangriff vernichtet wurde. 1946 wagte Kreiser-Barum einen Neubeginn und tourte mit einem neuen Circus Barum bis 1968. Sie war neben Paula Busch und Ida Krone eine der bekanntesten Zirkusdirektorinnen des deutschen Zirkus.
1970 kaufte Gerd Siemoneit den Fuhrpark, das Zelt und das Winterquartier des Circus von den Erben Kreiser-Barums, die Namensrechte „Barum“ erhielt er jedoch erst 1972. Der Circus Siemoneit-Barum wurde bis zu seinem Schluss als Familienunternehmen geführt. Gerd Siemoneit-Barum gab 2002 seine Raubtierdressuren auf, blieb jedoch bis 2008 Senior-Zirkusdirektor. Von seiner Ehefrau Rosalind Siemoneit-Barum stammten Musik und Choreografie der meisten Auftritte, sein Sohn Maximilian Siemoneit-Barum fungierte als Zirkusdirektor in der Manege, Tochter Rebecca Siemoneit-Barum führte durch das Programm. Weiter traten Pierre Bauer (Schweiz), Ehemann von Rebecca Siemoneit-Barum, als Luftakrobat sowie die zwei Kinder von Pierre Bauer und Rebecca Siemoneit-Barum bei zwei Nummern in der Manege auf.
Am 26. Oktober 2008 fand in Northeim die letzte Vorstellung des Circus Barum statt. Einen Teil des Tierbestands und der Mitarbeiter übernahm Rebecca Siemoneit-Barum mit ihrer Firma Barum & Bauer Performance GmbH. Der Breitmaulnashornbulle Tsavo wurde vom Circus Krone übernommen, wo er 2019 im Alter von ca. 45 Jahren starb. Im Dezember 2012 und 2013 präsentierte Rebecca Siemoneit-Barum in Göttingen das Circus Barum Weihnachtsspektakel. Gerd Siemoneit-Barum starb im Juli 2021 in Einbeck.

## Daten
Das Zelt war an seiner höchsten Stelle 18 m hoch und wurde von vier Masten gestützt, es fasste 2.000 Besucher. Knapp 40 Personen waren für den Aufbau des Zeltes zuständig.
Die Unterhaltungskosten des Zirkus beliefen sich auf 11.000 Euro täglich, wobei 800 Euro für die Futterkosten der etwa 60 im Zirkus lebenden und auftretenden Tiere bestimmt waren.
Die Musik in der Vorstellung kam von einem elfköpfigen Live-Orchester.

## Winterquartier
Ein Standquartier befand sich in Landsberg an der Warthe, das durch die Kriegswirren in den 40ern verlassen werden musste.
Das Winterquartier des Zirkus befand sich seit 1942 in Einbeck / Landkreis Northeim und seit 1973 im Ortsteil Volksen auf einem unter Denkmalschutz stehenden Bauerngehöft von 1870. Das Areal umfasste 50.000 m², wovon 15.000 m² als Nutz- und Wohnfläche dienten. Im Jahr 2012 wurde das Winterquartier an den Zirkus Charles Knie verkauft.